# ストラーデ・ビアンケ
ストラーデ・ビアンケ（Strade Bianche）は、例年3月上旬、イタリア、トスカーナ州で開催される自転車競技・ロードレースのワンデイレース。「ストラーデ・ビアンケ」はイタリア語で「白い道」の意味である。カテゴリはUCIワールドツアー。

## 概要
2008年まではモンテ・パスキ・エロイカ（Monte Paschi Eroica）2011年まではモンテパスキ・ストラーデ・ビアンケ（Montepaschi Strade Bianche）という名称であった。RCS・スポルトの主催で行われ、例年、同月中旬に行われる同社主催のステージレース、ティレーノ〜アドリアティコや、モニュメントの一つに数えられるミラノ〜サンレモの前哨戦の意味合いを持つ。
ガイオーレ・イン・キアンティを出発点とし、シエーナに所在するピアッツァ・デル・カンポ（Piazza del Campo）をゴールとする190kmの行程で行われるが、内、約70kmが砂利道となっており、これが「ストラーデ・ビアンケ」の名の由来となっている。
2014年はサン・ジミニャーノを出発点とする200㎞の行程で争われた。

## 歴代優勝者
| 年   | 優勝者                         | 国籍         |
| ---- | ------------------------------ | ------------ |
| 2007 | アレクサンドル・コロブネフ     | ロシア       |
| 2008 | ファビアン・カンチェラーラ     | スイス       |
| 2009 | トーマス・ルヴクヴィスト       | スウェーデン |
| 2010 | マクシム・イグリンスキー       | カザフスタン |
| 2011 | フィリップ・ジルベール         | ベルギー     |
| 2012 | ファビアン・カンチェラーラ     | スイス       |
| 2013 | モレノ・モゼール               | イタリア     |
| 2014 | ミハウ・クフャトコフスキ       | ポーランド   |
| 2015 | ズデネク・シュティバル         | チェコ       |
| 2016 | ファビアン・カンチェラーラ     | スイス       |
| 2017 | ミハウ・クフャトコフスキ       | ポーランド   |
| 2018 | ティシュ・ベノート             | ベルギー     |
| 2019 | ジュリアン・アラフィリップ     | フランス     |
| 2020 | ワウト・ファン・アールト       | ベルギー     |
| 2021 | マチュー・ファン・デル・プール | オランダ     |
| 2022 | タデイ・ポガチャル             | スロベニア   |
| 2023 | トム・ピドコック               | イギリス     |
| 2024 | タデイ・ポガチャル             | スロベニア   |
| 2025 | タデイ・ポガチャル             | スロベニア   |